# Group Sounds

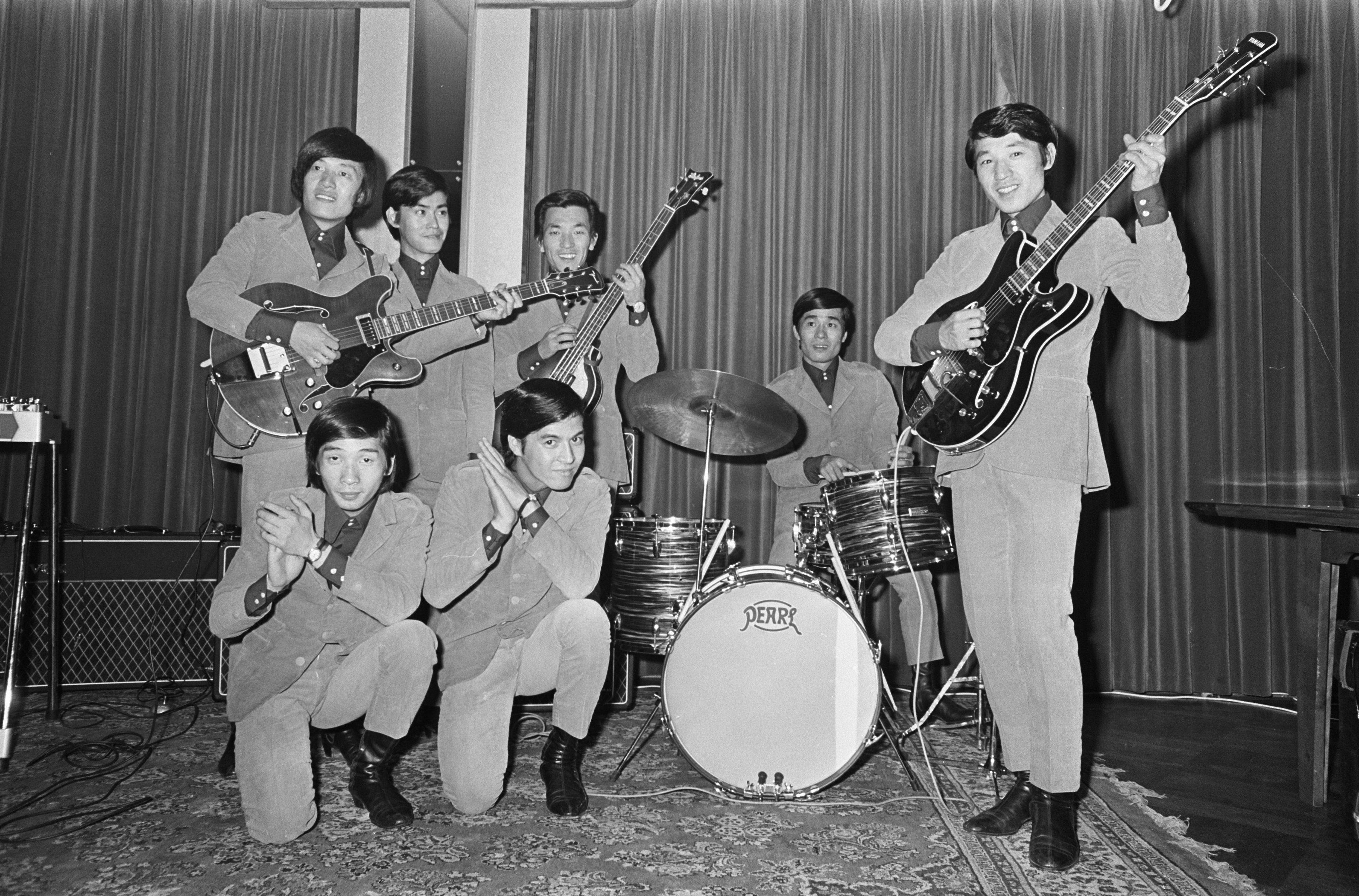
The Spiders sont un des représentants du Group Sounds

Le Group Sounds (グループ・サウンズ, Gurūpu Saunzu) est une variété de rock. Très populaire au Japon à la fin des années 1960, et apparu à la suite des Beatles, ce genre musical est largement influencé par le kayōkyoku. Une des formations les plus citées dans ce genre musical est The Spiders.  
Sa définition renvoie en japonais aux groupes qui se produisent avec des instruments, dont des instruments électroniques, dans les salons de thé-jazz Jazz kissa.
Il correspond à une phase d'ouverture de l'archipel à de nouveaux courants musicaux, s'extrayant du carcan de la tradition, tout en s'inscrivant dans la culture japonaise. Il a ensuite évolué vers d'autres formes de rock dans la décennie suivante, ayant introduit des techniques musicales jusqu'alors inexploitées dans l'archipel. Un des exemples est le rock plus radical des Rallizes Dénudés, un groupe qui se constitue en 1967.  
Groupes de Group Sounds importants :
- Village Singers (ヴィレッジ・シンガーズ)
- OX (オックス)
- The Carnabeats (ザ・カーナビーツ)
- The Golden Cups (ザ・ゴールデン・カップス)
- The Spiders (ザ・スパイダース)
- The Jaguars (ザ・ジャガーズ)
- Jackey Yoshikawa & His Blue Comets (ジャッキー吉川とブルー・コメッツ)
- The Tigers (ザ・タイガース)
- The Tempters (ザ・テンプターズ)
- The Wild Ones (ザ・ワイルドワンズ)